# Drum național 28A
Der Drum național 28A (rumänisch für „Nationalstraße 28A“, kurz DN28A) ist eine Hauptstraße in Rumänien.

## Verlauf
Die Straße zweigt in Târgu Frumos vom Drum național 28 (zugleich Europastraße 583) nach Westen ab, überquert den Sereth, verläuft durch Pașcani und trifft in Moțca auf den Drum național 2 (Europastraße 85), an dem sie endet.
Die Länge der Straße beträgt knapp 38 km.